# Johann Hermann von Elswich
Johann Hermann von Elswich (* 19. Juni 1684 in Rendsburg; † 10. Juni 1721 in Stade) war ein deutscher lutherischer Theologe.

## Leben
Elswig stammte aus einer Familie, die von Herzog Alba aus Geldern vertrieben wurde und nach Holstein geflohen war.
Er studierte an den Universitäten Lübeck, Rostock (1703), Leipzig, Jena und  Wittenberg. In Wittenberg erwarb er am 18. Oktober 1709 den akademischen Grad eines Magisters und wurde am 25. Dezember 1712 als Adjunkt in die philosophische Fakultät aufgenommen.
Er wandte sich dem Studium der Theologie zu und erwarb den Grad eines Lizentiaten. 1717 ging er als Hauptpfarrer an die St. Cosmae et Damianikirche nach Stade, wo er schließlich auch verstarb.
Als lutherischer Streittheologe machte er sich während seiner Zeit einen Namen, etwa in Auseinandersetzung mit dem Hildesheimer Pfarrer Henning Bernhard Witter, und galt als gelehrte Person.

## Werkauswahl
- Philosophumena viris sanctis temere afficta.  Kreusig, Wittenberg 1715. (Digitalisat)
- Observationes philologicae super clarissimi viri Bernh. Henningi Witteri commentatione in Genesin. Kreusig, Wittenberg 1712. (Digitalisat)
- Epistola apologetica ad Henning. Bernhardum Witterum Pastorem Hildesiensem in qua Observationes philologicae antehac editae a criminationibus ejus et cavillationibus vindicantur. Meisel, Wittenberg 1713.
- Martini Simonii De Literis Perevntibvs Libellvs, Praefationem adjecit et annotationibus illustravit. ... Accessit index rerum in opusculos comprehensarum. Meisel, Frankfurt 1716. (Digitalisat)
- Recentiores De Anima Controversiae. Gerdes, Wittenberg 1717. (Digitalisat)
- Epistolas Familiares varii argumentti. Wittenberg 1717.
- Das Bild und die Ueberschrift rechtschaffener Lutheraner 1717.
- Ioannis Lavnoii Theologi Parisiensis De Varia Aristotelis In Academia Parisiensi Fortvna Et Ioannis Ionsii Holsati De Historia Peripatetica Dissertatio. Kreusig, Wittenberg 1720. (Digitalisat)
- Epistolas Familiares varia Aristotelis Fortuna. Wittenberg 1720.